# Clavelina nana
Clavelina nana är en sjöpungsart som beskrevs av Fernando Lahille 1890. Clavelina nana ingår i släktet Clavelina och familjen klungsjöpungar. Inga underarter finns listade i Catalogue of Life.